# Abadía de Säben
La Abadía de Säben o el Monasterio de Sabiona (en alemán: Kloster Säben; en italiano: Monastero di Sabiona) es un convento benedictino situado cerca de Chiusa en Tirol del Sur, al norte de Italia. Fue establecido en 1687, cuando fue ocupado por las monjas de la Abadía de Nonnberg de Salzburgo.
Säben (del latín : Sabiona ), está situado en la "montaña sagrada", y fue durante siglos un centro de peregrinación que controla un amplio recinto religioso. Situado por encima de la ciudad de Klausen, la colina sobre la que está construido se originó durante la Nueva Edad de Piedra. En el sitio de la actual convento había un asentamiento romano previo.
Entre los siglos sexto y aproximadamente el año 960 hubo un obispado (episcopatus Sabiona) asentado aquí. La iglesia "im Weinberg " data de la época y sus restos se han excavado junto con un gran cementerio en los últimos tiempos. 